# اچ‌ام‌اس کرویزر (۱۷۹۷)
اچ‌ام‌اس کرویزر (۱۷۹۷) (به انگلیسی: HMS Cruizer (1797)) یک کشتی بود که طول آن ۱۰۰ فوت ۰ اینچ (۳۰٫۵ متر) بود. این کشتی در سال ۱۷۹۷ ساخته شد.